# Undeniable
Undeniable - siódmy album studyjny amerykańskiego rapera AZ

## Lista utworów
| Nr | Tytuł                 | Czas | Producent           | Gościnnie |
| -- | --------------------- | ---- | ------------------- | --------- |
| 1  | "The Game Don't Stop" | 4:06 | Fizzy Womack        |           |
| 2  | "Superstar"           | 4:21 | Mr. Lee             |           |
| 3  | "Life on the Line"    | 4:32 | Street Radio        |           |
| 4  | "Fire"                | 3:13 | Nottz               |           |
| 5  | "What Would You Do"   | 4:18 | Emile               | Jay Rush  |
| 6  | "Dead End"            | 3:24 | Street Radio        |           |
| 7  | "Parking Lot Pimpin'" | 4:22 | Street Radio        |           |
| 8  | "Undeniable"          | 3:23 | The Bad Parts       |           |
| 9  | "Go Getta"            | 4:03 | Jay "Waxx" Garfield | Ray J     |
| 10 | "Now I Know"          | 3:14 | Nottz               |           |
| 11 | "A Game"              | 3:24 | Fizzy Womack        | Amil      |
| 12 | "The Hardest"         | 3:30 | Large Professor     | Styles P  |

## Notowania na listach
- Billboard 200 - 141. miejsce
- Hot R&B/Hip-Hop Albums - 24. miejsce
- Hot Rap Albums - 9. miejsce
- Top Independent Albums - 18. miejsce